# Ulica Marszałka Józefa Piłsudskiego (Stettin)
Die Ulica Marszałka Józefa Piłsudskiego (sinngemäß Marschall-Józef-Piłsudski-Straße) ist die Hauptstraße der Stettiner Stadtsiedlung Centrum, im Stadtbezirk Śródmieście. Sie ist ein Teil der Droga wojewódzka 115.

## Namensursprung
1877–1945 hieß die Straße Friedrich-Karl-Straße, 1945–1947 Aleja Pomorska und 1947–1991 Ulica Mariana Buczka. Den heutigen Namen verdankt sie dem polnischen Militär, Politiker und Staatsmann, Józef Piłsudski.

## Geschichte
Die Straße wurde in zwei Etappen in den Jahren 1864 und 1874–1876 entworfen. Sie wurde durch das Gelände des stillgelegten Fort Wilhelm geführt. In den 1890er Jahren wurde die Straße mit mehrstöckigen eklektizistischen Mietshäuser bebaut. Ab 1897 verkehrte hier die erste Pferdebahnlinie.
Durch die Luftangriffe auf Stettin wurden einige Mietshäuser zwischen Plac Grunwaldzki und Aleja Wyzwolenia in Trümmer verwandelt. Nach dem Zweiten Weltkrieg errichtete man an ihrer Stelle moderne Wohnblocks. In den 1970er Jahren verlängerte man die Straße vom neu gebauten Plac Rodła (ehemalige Kreuzung mit Aleja Wyzwolenia) bis zur Ulica Jana Matejki. In den 1990er Jahren entstanden an der Straße der Pazim-Wolkenkratzer, das Hotel Radisson Blu und ein Bürogebäude für die Polnische Sozialversicherungsamt ZUS.

## Bekannte Bauwerke entlang der Straße

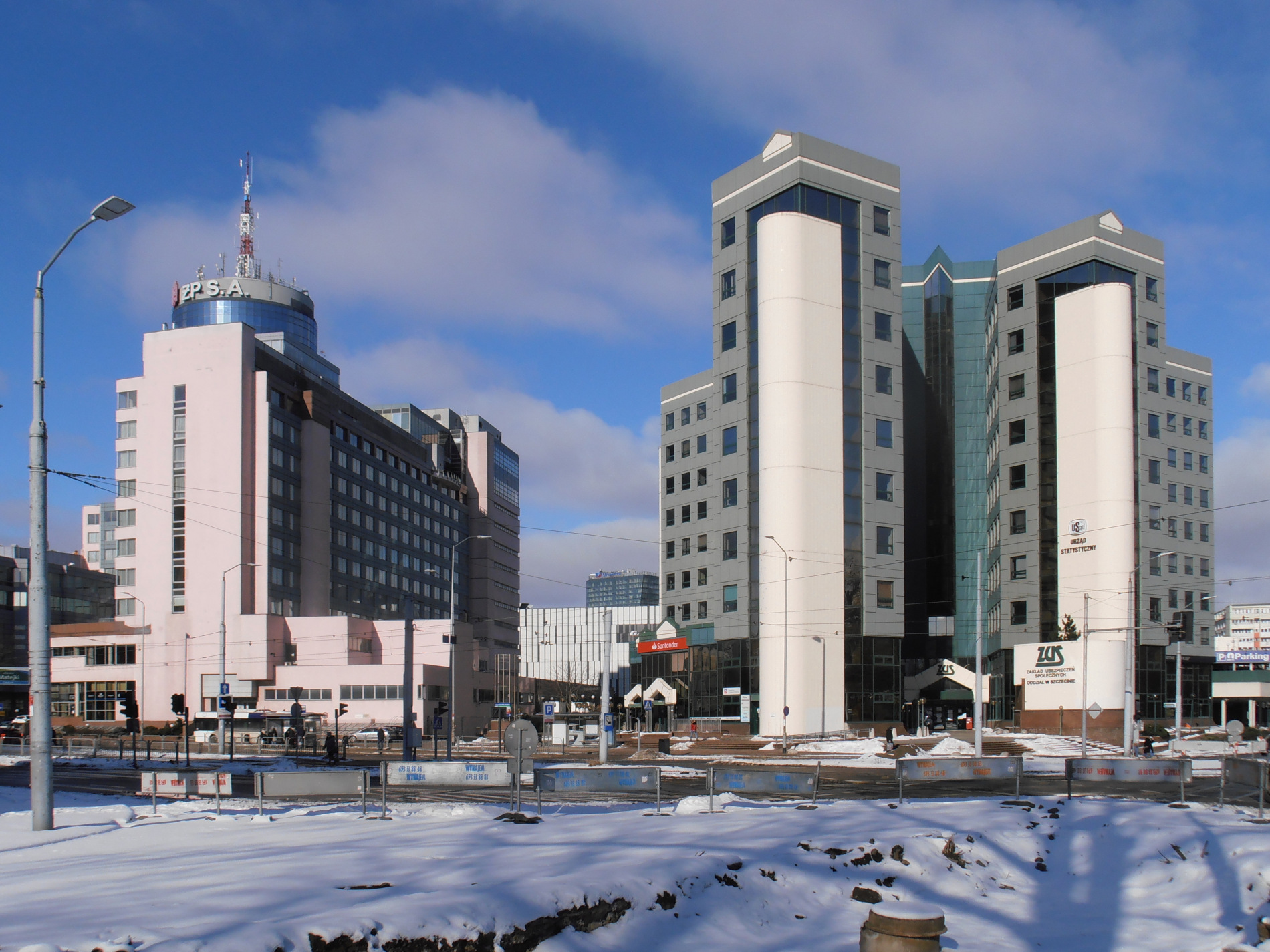
Pazim, Radisson Blu und ZUS.
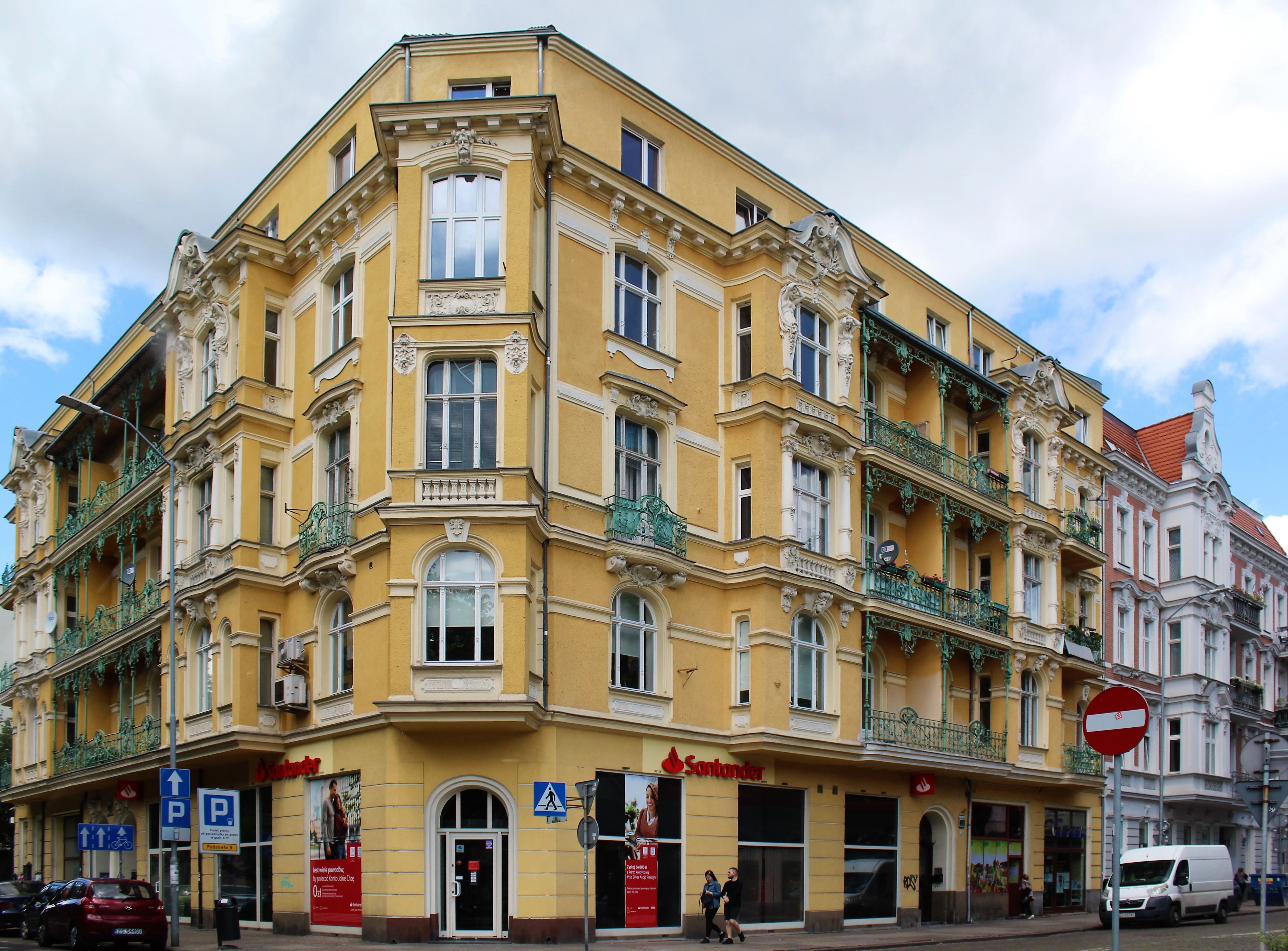
Denkmalgeschütztes Mietshaus Nr. 7, erbaut 1894.
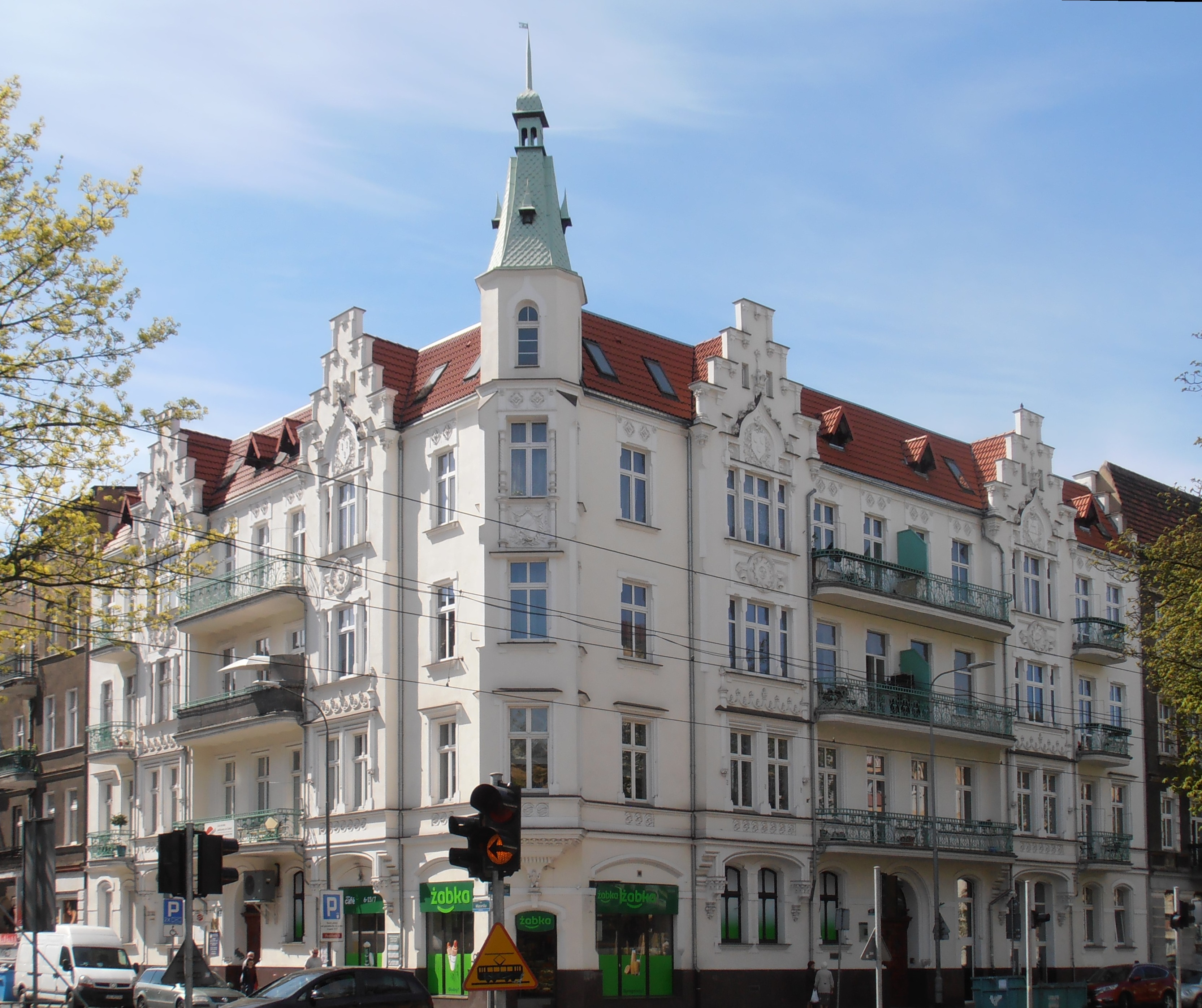
Mietshaus Nr. 37, in dem Erwin Ackerknecht wohne.
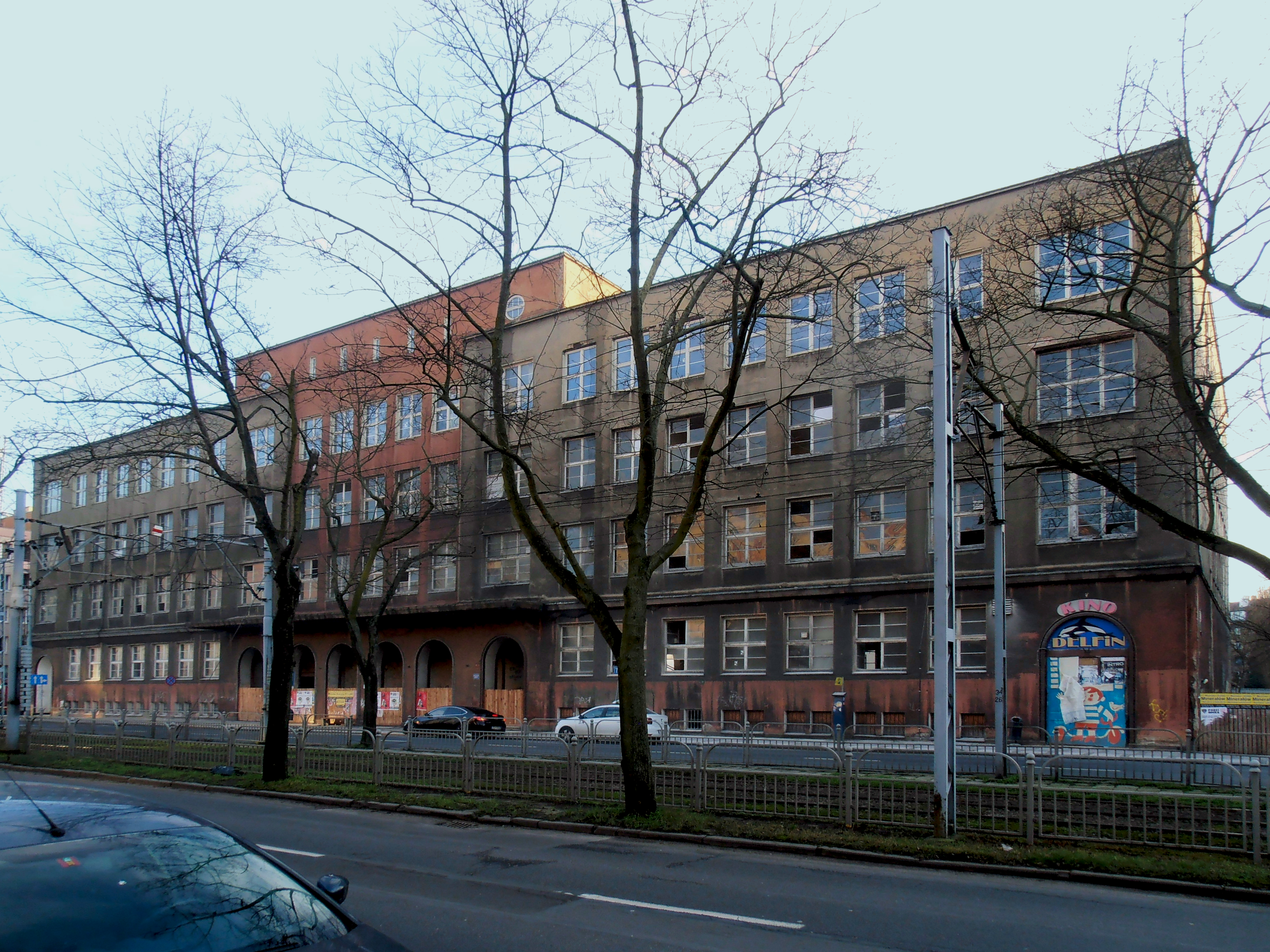
Ehemaliges Gesenius-Wegener-Oberlyzeum